# Mirjam Sterk
Willemina Roziena Catharina (Mirjam) Sterk (Zeist, 23 mei 1973) is een Nederlands theologe, politica en bestuurster. Ze is lid van het CDA. Sinds 9 februari 2022 is ze gedeputeerde van Utrecht. Van 23 mei 2002 tot 20 september 2012 was ze Tweede Kamerlid. 

## Jeugd en loopbaan
Sterk is geboren in Zeist in een predikantengezin. De eerste jaren heeft zij gewoond in Austerlitz. Toen Sterk vier jaar was, verhuisde het gezin naar het Land van Maas en Waal, naar Kerkdriel. Vijf jaar later vertrekken ze naar de Betuwe, waar haar vader in Ingen predikant wordt. Ze heeft van 1985 tot 1991 op het Christelijk Lyceum Veenendaal gezeten. Na het behalen van haar diploma studeert ze van 1991 tot 2000 theologie aan de Rijksuniversiteit Utrecht en van 1996 tot 1998 volgde zij de kerkelijke opleiding aan de Universiteit van Amsterdam.
Van 1992 tot 2000 vervult Sterk diverse functies binnen CDA-jongerenorganistatie CDJA; tussen 1996 en 2000 is zij lid van het dagelijks bestuur. Van 1992 tot 1995 is zij begeleider van Wegwijsprojecten bij het IPP (Instituut voor Publiek en Politiek). Van 1997 tot 2000 is Sterk actief binnen de Youth of the European People's Party (YEPP), de jongerenafdeling van de Europese Volkspartij (EVP).
In 1998 is Sterk docent godsdienst op het Comenius College in Hilversum. In de periode 1998-2000 loopt zij stage als gevangenispredikant in het Dr. F.S. Meijers Instituut (tbs-kliniek), is zij redacteur bij de IKON en loopt zij stage als predikant bij de Noorderkerk-gemeente in Bilthoven. In 2000 werd ze bestuursassistent van de Rotterdamse wethouder Sjaak van der Tak (CDA).

## Tweede Kamerlid
Bij de verkiezingen van 2002 werd Sterk gekozen als Tweede Kamerlid. Binnen de CDA-fractie was Sterk woordvoerder Integratie en Immigratie/Asiel Nationaliteitswetgeving en Eergerelateerd geweld. In 2008 was ze vanwege zwangerschapsverlof vier maanden afwezig als Kamerlid, waarbij ze werd vervangen door Sabine Uitslag. In 2011 deed ze mee aan De Pelgrimscode en won ze 10.000 euro voor haar goede doel. Sterk zag af van deelname aan de Tweede Kamerverkiezingen van 2012. Bij haar vertrek uit de Tweede Kamer op 19 september 2012 werd Sterk benoemd tot Ridder in de Orde van Oranje-Nassau.

## Na de Tweede Kamer
Mirjam Sterk werd in april 2013 de nieuwe 'ambassadeur jeugdwerkloosheid'. Als ambassadeur speelt ze een bemiddelende rol bij het terugdringen van de jeugdwerkloosheid, die door de crisis is opgelopen tot 15 procent. Ze is deze functie voor twee jaar aangegaan. In november en december 2013 presenteerde Sterk het zesdelige televisieprogramma Jij bent Sterk (EO/IKON), waarin zij mensen voor het voetlicht bracht van wie de mensenrechten worden geschonden, en actie voor hen voerde. In juni 2014 startte de IKON-serie Buitenspel. Op 1 januari 2016 werd Sterk directeur van MEE NL (een landelijke coöperatie die zich inzet voor een "inclusieve samenleving" en zich daarbij richt op mensen met een beperking) en op 28 maart 2016 voorzitter van Straatnieuws (de daklozenkrant in de regio Utrecht),  functies die zij naast elkaar bekleedde.
Per 1 januari 2018 legde Sterk al haar functies in Nederland neer om daarna samen met haar gezin naar de Verenigde Staten te emigreren, waar haar man een andere baan had gekregen. Ze vestigden zich in Maryland, even ten noorden van Washington D.C. Zij was daar actief als schrijver, columnist en commentator. Als zodanig was zij aanwezig bij de bestorming van het Amerikaanse Capitool in 2021. Ze was er ook werkzaam als vrijwilliger voor het Amerikaanse Rode Kruis.

## Provincie Utrecht
Op 19 januari 2022 werd bekend dat Sterk door het CDA werd voorgedragen als gedeputeerde van Landbouw, Natuur, Bodem, Water, Sport en Bestuur in Utrecht. Hiermee volgt zij Hanke Bruins Slot op die sinds 10 januari van dat jaar minister van Binnenlandse Zaken en Koninkrijkrelaties is in het kabinet-Rutte IV. De Provinciale Staten van Utrecht stemde in met deze voordracht op 9 februari van dat jaar, waarna zij werd geïnstalleerd. Sterk is als gedeputeerde onder andere betrokken bij de stikstofcrisis en de La Vuelta Holanda in 2022.
Sterk was lijsttrekker van het CDA voor de Provinciale Statenverkiezingen van 2023 in Utrecht. Vanaf de verkiezingsdatum was zij demissionair als gedeputeerde. Op 29 maart 2023 werd zij beëdigd als Statenlid. Op 21 augustus dat jaar werd zij opnieuw beëdigd voor de periode 2023-2027 als gedeputeerde van Natuur en landbouw, Groen groeit mee, Europa en Transitie landelijk gebied, en tevens vierde loco-Commissaris van de Koning. Hierdoor werd haar Statenlidmaatschap beëindigd. Sinds 2023 is zij ook lid van het Europees Comité van de Regio's.

## Nevenfuncties
Sterk is juni 2020 vicevoorzitter van de Raad van Toezicht van Stichting Buzinezzclub Foundation en sinds januari 2022 lid van de Raad van Toezicht van Vereniging KRO-NCRV (einde zittingsduur 2026). Daarnaast is zij lid van het Comité van aanbeveling van de Nationale Hannie Schaft Stichting.

## Persoonlijk
Sterk is getrouwd en heeft twee dochters en een zoon. Ze is lid van de Protestantse Kerk in Nederland (PKN).
- Parlement.com: vg9fgopuezzf